# Torre Civica (Varese)
(ing. Vittorio Mopurgo, Piano regolatore del Comune di Varese del 30 ottobre 1929)
La Torre Civica di Varese (anche nota come Torre Littoria o del Littorio fino al 1945) è un edificio situato nella città italiana di Varese, nella centrale Piazza Monte Grappa.
Progettata in stile razionalista dall'architetto romano Mario Loreti (attivo in città fino al 1942), nel quadro della vasta opera di riqualificazione del centro cittadino avviata sotto l'amministrazione fascista in occasione della promozione di Varese a capoluogo di provincia, fu costruita tra il 1937 e il 1938. 

## Storia
Il 5 luglio 1933 venne indetto dal Comune di Varese un concorso pubblico nazionale per la progettazione e costruzione di nuovi edifici nelle pertinenze della Piazza Monte Grappa. Vennero presentati 16 progetti, sottoposti al vaglio di due commissioni, che scelsero infine la proposta di Mario Loreti.
L'architetto aveva previsto di erigere la "Torre Littoria" nell'angolo nordoccidentale della piazza, così da risultare dominante sul resto del complesso edilizio da qualunque punto di osservazione. Tuttavia Antonio Verga, titolare dell'omonimo negozio che si trovava nel palazzo sottostante, si oppose al progetto, che avrebbe comportato la demolizione di una parte del fabbricato, obbligandolo a ridurre gli spazi di sua proprietà, ivi compresi gli appartamenti soprastanti.
Il 12 ottobre 1934 Verga inviò al Comune una richiesta preventiva di risarcimento danni, sicché alla fine l'amministrazione accondiscese a spostare l'edificio nell'angolo di sud-ovest, verso il palazzo delle Corporazioni.
Onde ostentare reverenza verso l'autorità religiosa, si decise di mantenere la torre lievemente più bassa rispetto al vicino campanile di San Vittore (54 m contro 77,91).

## Struttura

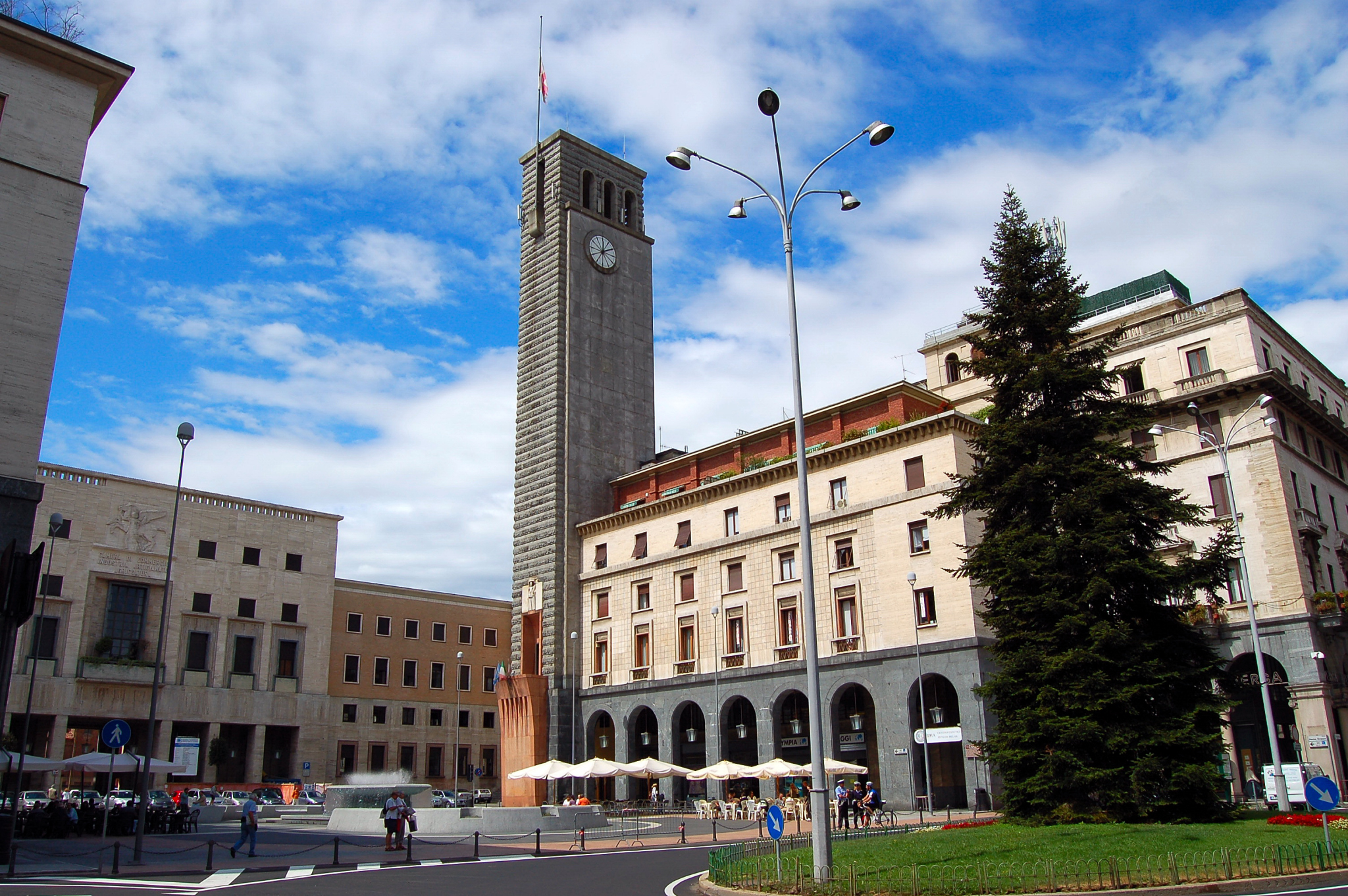
La torre negli anni 2000.

La torre presenta un aspetto spoglio e squadrato: i muri esterni, rivestiti di serizzo della valle Antigorio, descrivono un profilo sfalsato costituito da due parallelepipedi sovrapposti (uno occidentale, che termina a livello della terrazza, ed uno orientale, che arriva fino al tetto). Sul lato rispondente sulla piazza, all'altezza del secondo piano, venne costruito un palco per comizi in porfido rosso, sormontato da un altorilievo marmoreo recante lo stemma cittadino. Al di sotto della terrazza sommitale, sui lati "lunghi" della torre (settentrione e meridione) sono collocati due quadranti d'orologio retroilluminati.
Nel secondo dopoguerra la torre venne progressivamente chiusa al pubblico e i locali interni caddero in disuso, fatti salvi i primi due piani: in alcuni si stabilirono alcune associazioni locali, in altri venne installato l'impianto di controllo delle telecamere di videosorveglianza del centro varesino.

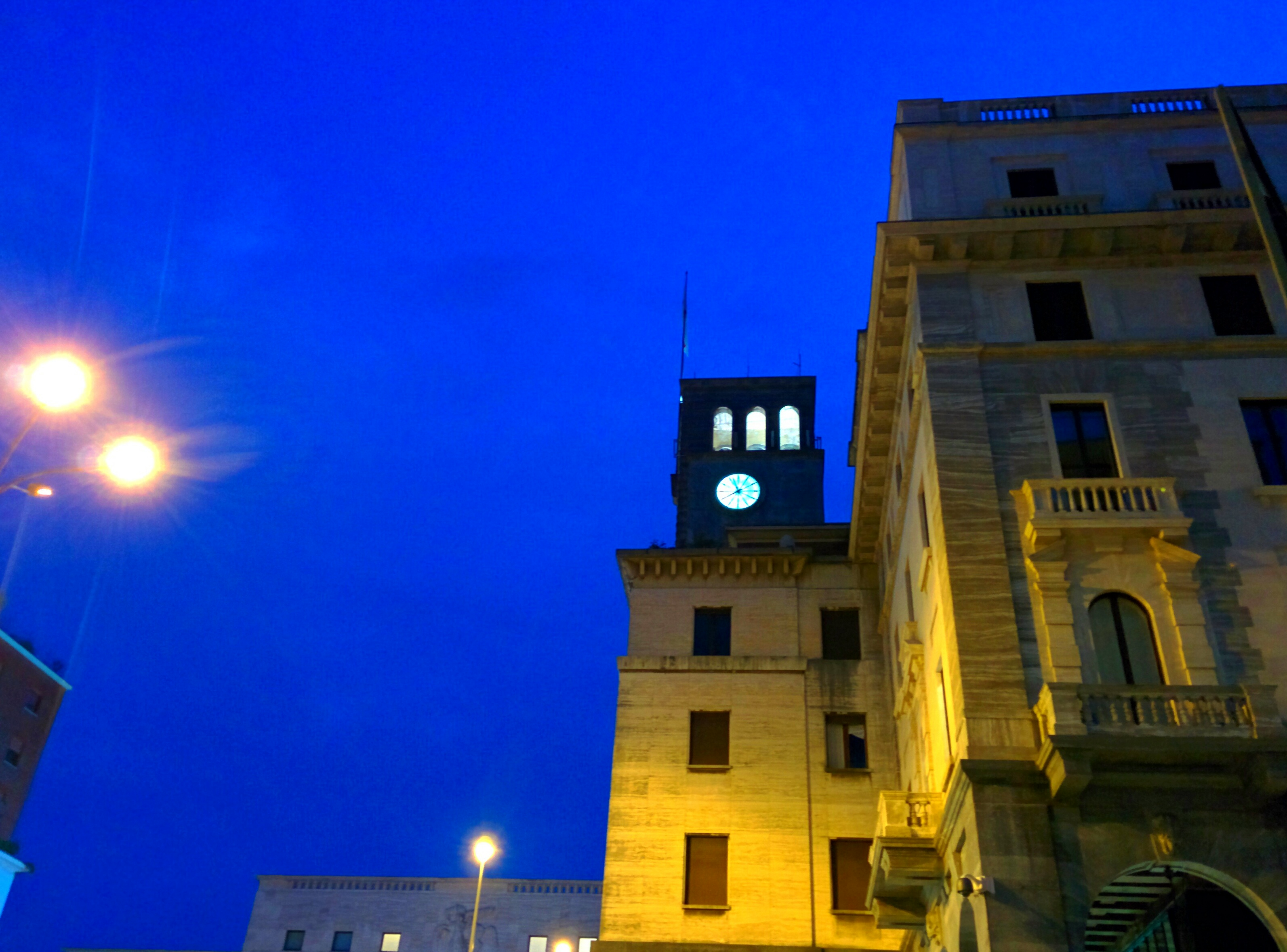
La torre di notte.
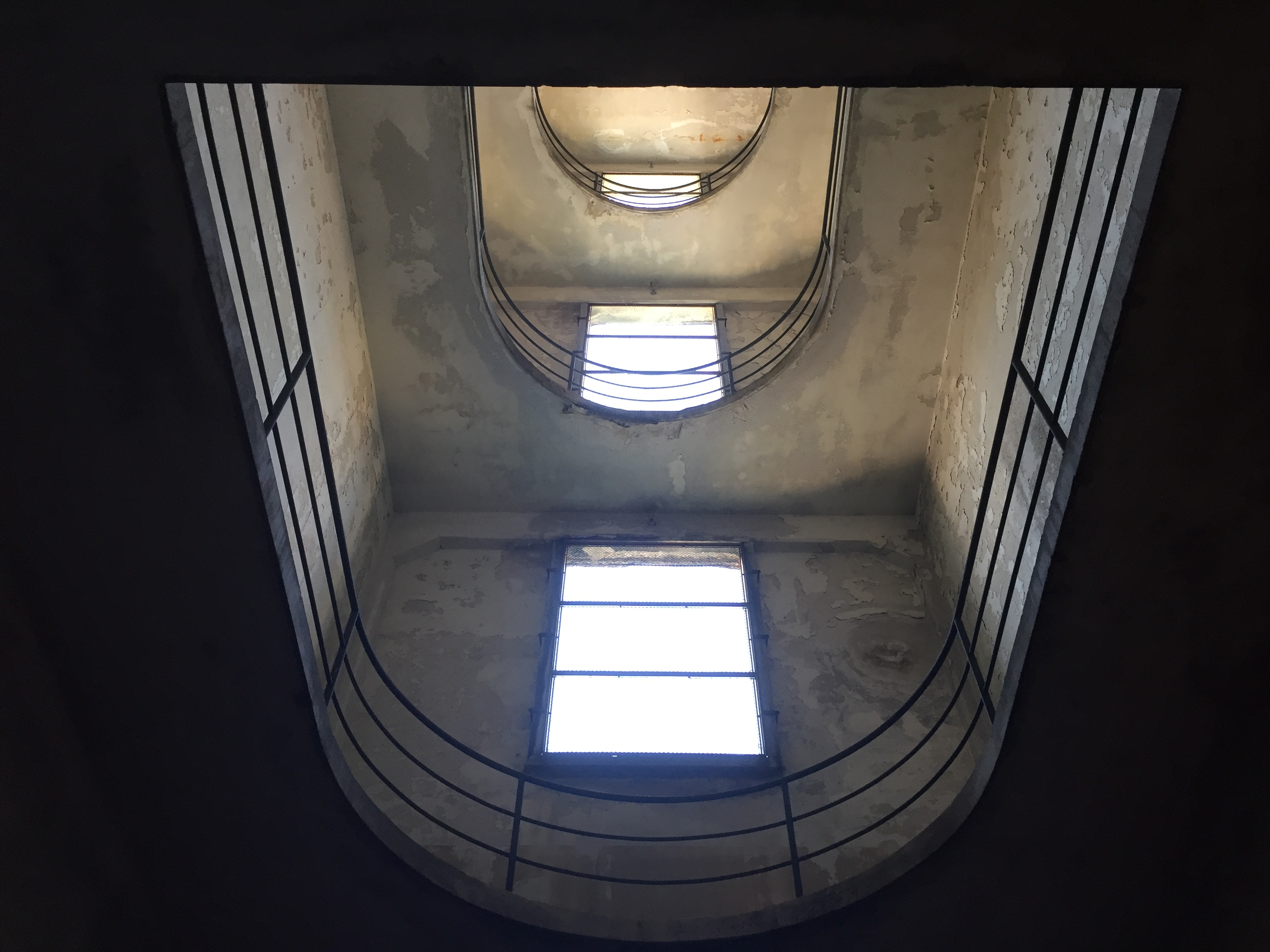
L'interno.
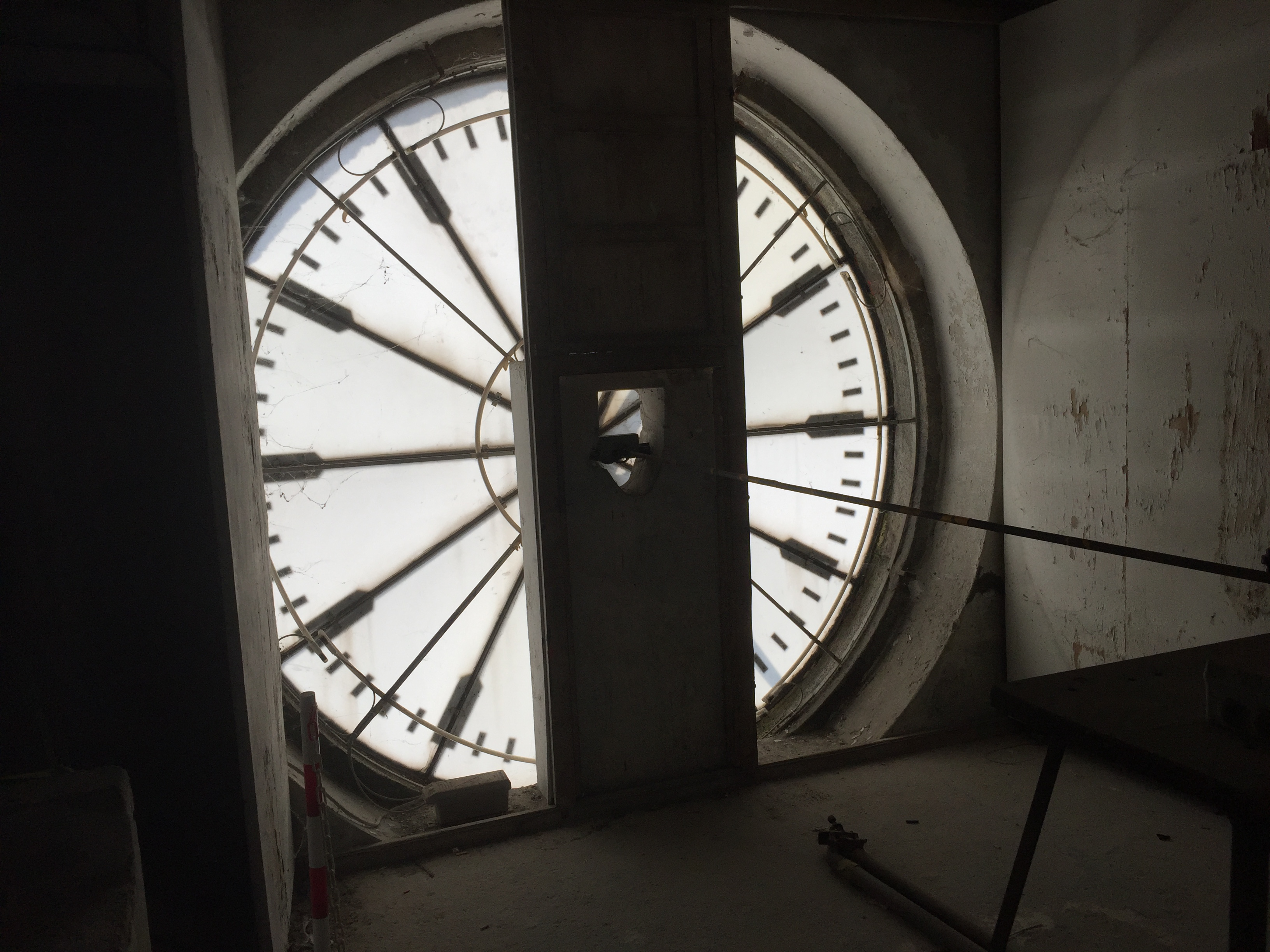
Vista interna del quadrante dell'orologio.
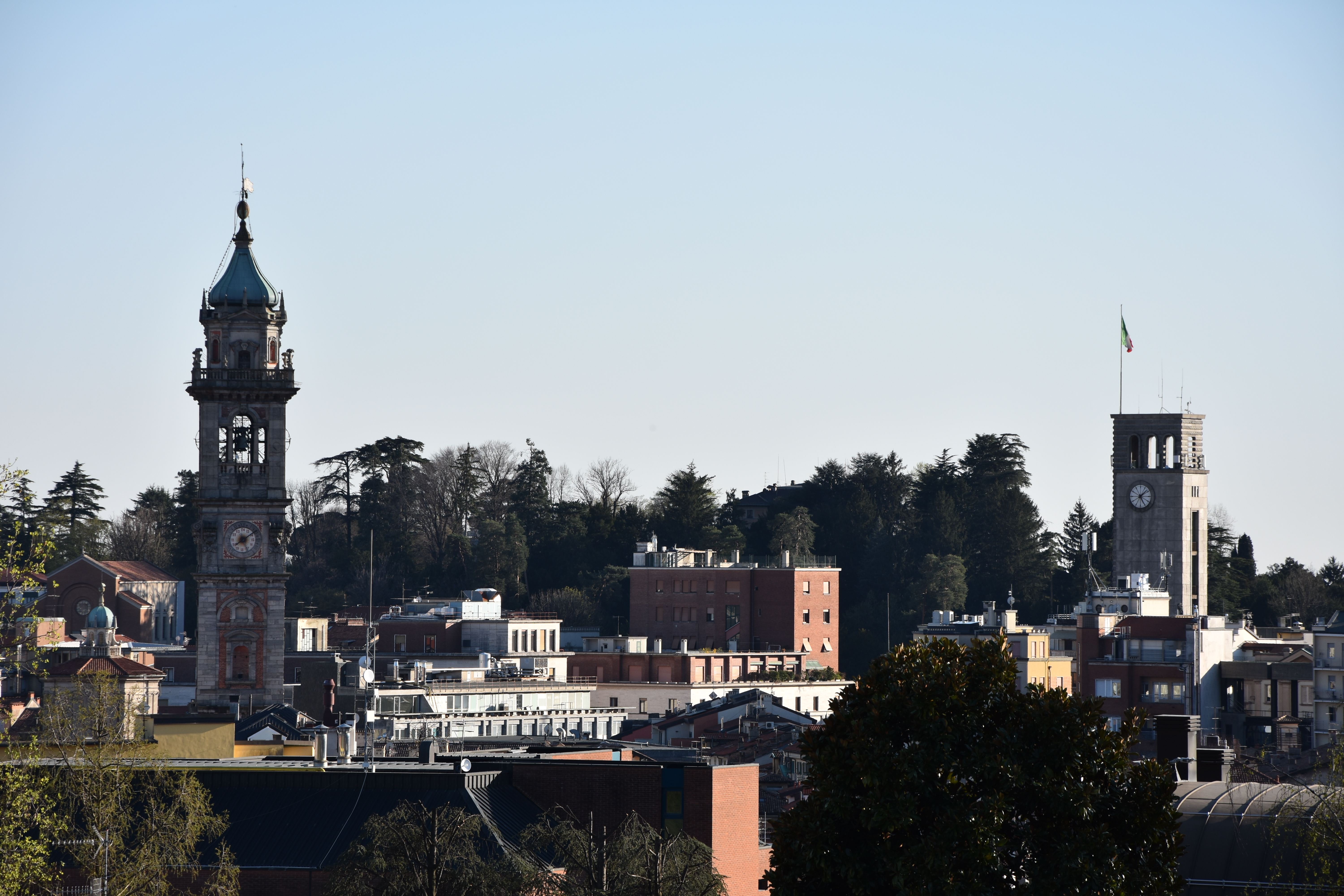
Il campanile di San Vittore e la Torre Civica a confronto